# Rejon cudnowski
Rejon cudnowski – jednostka administracyjna wchodząca w skład obwodu żytomierskiego Ukrainy.
Rejon został utworzony w 1936 roku. Jego powierzchnia wynosi 1037 km², a ludność liczy około 35 tysięcy mieszkańców. Siedzibą władz rejonowych jest Cudnów.
Na terenie rejonu znajduje się 4 osiedlowye rady i 25 silskich rad, obejmujących 55 wsi.

## Miejscowości rejonu
- Babuszki (Бабушки)
- Bezpieczna (Безпечна)
- Bejzymówka (Бейзимівка)
- Budziczany (Будичани)
- Burkowiec (Бурківці)
- Cudnów (Чуднів)
- Daćki (Дацьки)
- Dąbrówka (Дібрівка)
- Dziadkowce (Дідківці)
- Dowbyszi[2] (Довбиші)
- Dreniki (Дреники)
- Dryhłów (Дриглів)
- Dubiszcze (Дубище)
- Halejówka (Галіївка)
- Horodyszcze (Городище)
- Januszpol (Іванопіль)
- (Йосипівка)
- Jasopol (Ясопіль)
- Jasnogórka (Ясногірка)
- Karpowce (Карпівці)
- Kichty (Кихті)
- Kołki[3] (Кілки)
- Kniażyn (Княжин)
- Koroczenki (Короченки)
- Korowińce Wielkie (Великі Коровинці)
- Krasnowolica (Красноволиця)
- Krasnogórka (Красногірка)
- Krasnopol (Краснопіль)
- Krasnosiółka (Красносілка)
- Lichosiółka (Лихосілка)
- Mała Wolica (Мала Волиця)
- Małe Korowińce (Малі Коровинці)
- Michalenki (Михайленки)
- Mołoczki (Молочки)
- Motrunki (Мотрунки)
- Mięskówka (М'ясківка)
- Niedźwiedzicha (Медведиха)
- Nosówki (Носівки)
- Olszanka
- Pewna (Певна)
- (Пилипівка)
- Podolańce (Подолянці)
- Polowa Słobodówka (Польова Слобідка)
- Piatka (П'ятка)
- (Поштове)
- Radosne (Радісне)
- Raczki (Рачки)
- Ryżów (Рижів)
- Stepek (Степок)
- Stetkowce (Стетківці)
- Stołpów (Стовпів)
- Sudaczówka (Судачівка)
- Susłówka (Суслівка)
- Szewczenko (Шевченко)
- Troszcza (Троща)
- Turczynówka (Турчинівка)
- Tiutiunniki[4][5] (Тютюнники)
- Wakułenczuk (Вакуленчук)
- (Вільшанка)
- Wołosówka (Волосівка)
- Żerebki (Жеребки)